# Len

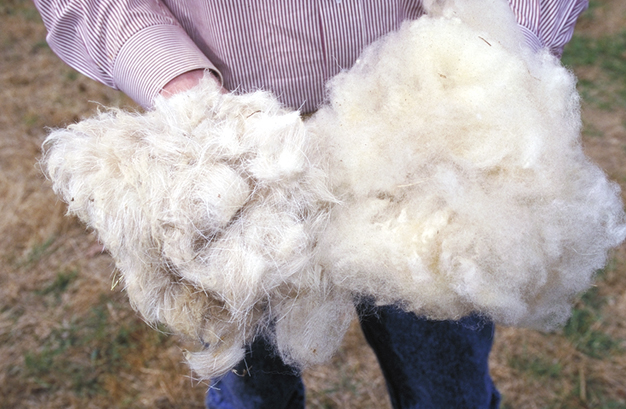
Len được làm từ lông cừu

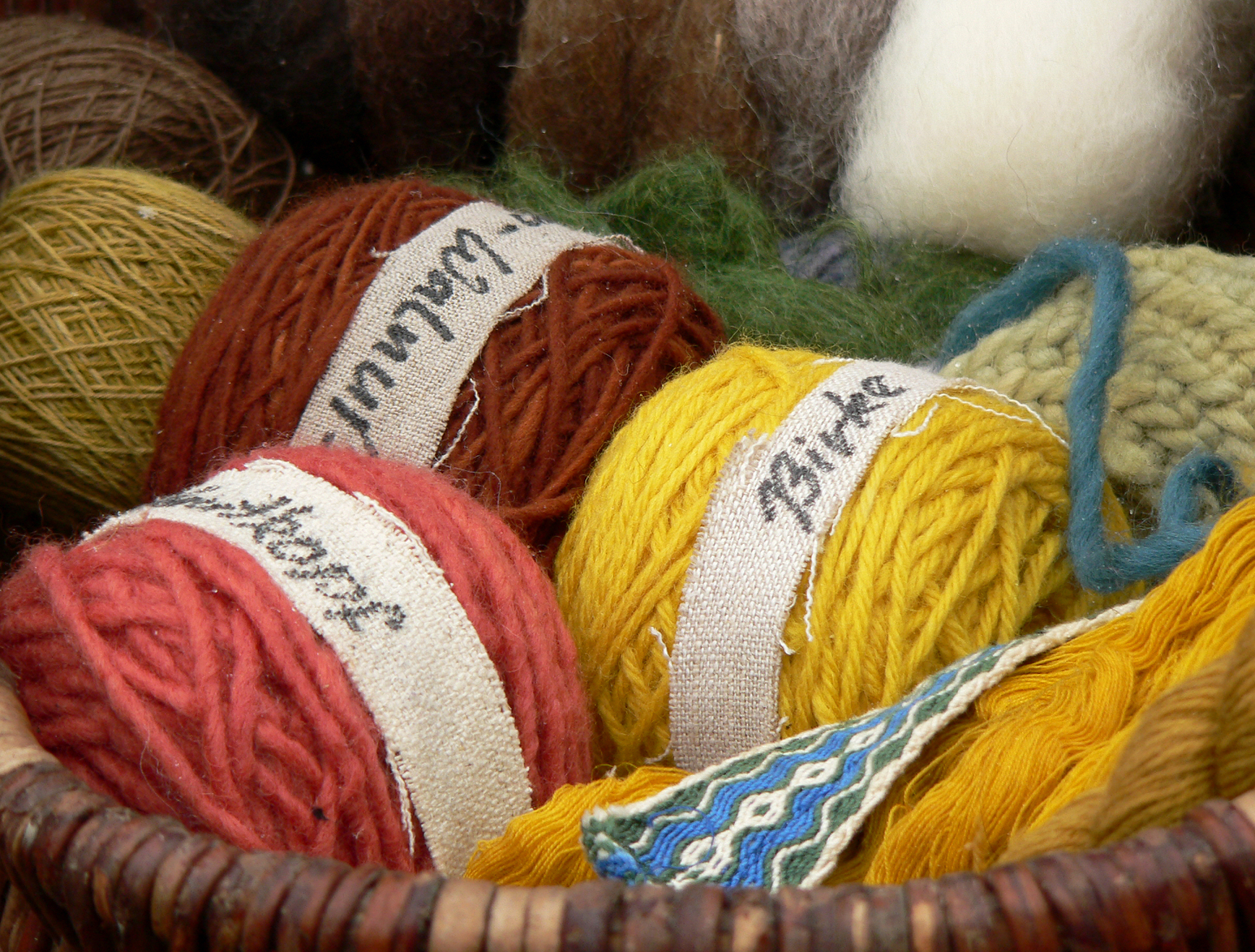
Những cuộn len nhuộm màu từ thiên nhiên

Len (bắt nguồn từ từ tiếng Pháp: laine) là một loại sợi vải thu được từ lông cừu và một số loài động vật khác, như dê, lạc đà... Len cung cấp nguyên liệu để dệt, đan, chế tạo các loại áo len là mặt hàng áo giữ ấm thông dụng trên thế giới, nhất là những nước có khí hậu lạnh. Len có một số phụ phẩm có nguồn gốc từ tóc hoặc da lông, len có khả năng đàn hồi và giữ không khí và giữ nhiệt tốt. Len bị đốt cháy ở nhiệt độ cao hơn bông và một số sợi tổng hợp. Nó có tỷ lệ thấp trong việc lây lan lửa và cũng có khả năng cách điện và tự dập lửa.
Người ta sản xuất len bằng dụng cụ quay các sợi lông cừu lại với nhau hay bện lại thành một liên kết sợi. Chất lượng của len được xác định bởi đường kính sợi, quá trình uốn, năng suất, màu sắc, và độ bền trong đó đường kính sợi là yếu tố quan trọng nhất để xác định đặc tính và giá cả. Vải len có thể tạo ra một số lượng lớn sản phẩm hàng dệt may. Số lượng của uốn tương ứng với độ mịn của sợi len. Ở một số nước, len thường được quy định dành cho hàng may mặc cho các nhân viên cứu hỏa, binh sĩ, và những người khác trong các ngành nghề mà họ được tiếp xúc với khả năng cháy, nổ.
Màu tự nhiên của lông cừu là màu be.

## Các loại len phổ biến
Trong thực tế thì có nhiều loại len và chất lượng của chúng khác nhau. Nhưng phổ biến nhất vẫn là các loại sau đây:
- Len lông cừu thường: Loại len này được lấy từ những đàn cừu đã thay lông được một lần. So với len thường thì len lông cừu mềm mại và đàn hồi tốt hơn. Vậy nên, chúng sẽ ấm và bền hơn.
- Len Cashmere: Loại len này được lấy từ lớp lông tơ của dê Kashmir (hay còn được gọi là Cashmere) trong đợt thay lông mùa xuân. Để tách được lớp lông này thì người ta phải hoàn toàn làm thủ công bằng tay. Len Cashmere có khả năng cách nhiệt gấp 8 lần so với len thường, giúp nó giữ ấm vào mùa đông. Đây còn là một loại len siêu nhẹ. Len Cashmere có giá thành đắt nhất trong các loại len.
- Len Angora hoặc còn gọi là Mohair: Loại len này có nguồn gốc từ thỏ Angora. Sợi len loại này mềm, mịn, mỏng và rất bông. Tuy nhiên, nó không đủ độ bền cần thiết nên khi được sử dụng trong sản xuất thì người ta thường pha thêm các thành phần len, sợi khác.
- Len lông cừu Merino: Có nguồn gốc từ giống cừu đặc biệt nhất, len Merino mềm nhất trong các loại len lông cừu. Các sản phẩm may mặc có nguồn gốc từ len lông cừu Merino được người dùng đặc biệt ưa chuộng vì nó có khả năng giữ nhiệt tuyệt vời, bền đẹp và không gây khó chịu cho da.
- Len Alpaca: Đây là một loài động vật thuộc họ lạc đà Nam Mỹ. Lông Alpaca rất giống với len và cũng được sử dụng trong ngành dệt, may. Loại lông này mềm như Cashmere và nhẹ hơn lông cừu thông thường. Lông Alpaca giữ nhiệt tốt, mềm và bền.
- Len Vicuña: Đây là loại len hiếm nhất và đắt nhất thế giới. Lông lạc đà Vicuña vô cùng ấm. Lý do len Vicuña đắt đỏ vì mỗi con thú chỉ cho ra 200 gram lông, và chỉ được thu hoạch lông hai năm một lần.